# Neolochmaea
Neolochmaea là một chi bọ cánh cứng trong họ Chrysomelidae.
Chi này được miêu tả khoa học năm 1939 bởi Laboissiere.

## Các loài
Các loài trong chi này gồm:
- Neolochmaea boliviensis Bechyne, 1955
- Neolochmaea convexiuscula Bechyne, 1955
- Neolochmaea crassicornis Bechyne, 1955
- Neolochmaea dentipyga (Bechyne, 1969)
- Neolochmaea guerini Bechyne, 1955
- Neolochmaea immaculata (Blake, 1938)
- Neolochmaea parallela (Bowditch, 1923)
- Neolochmaea planiuscula Bechyne, 1955
- Neolochmaea quadrilineata Bechyne, 1955
- Neolochmaea transversicollis (Jacoby, 1886)
- Neolochmaea tropica (Jacoby, 1889)